# Lupinus eramosus
Lupinus eramosus är en ärtväxtart som beskrevs av Charles Piper Smith. Lupinus eramosus ingår i släktet lupiner, och familjen ärtväxter. Inga underarter finns listade i Catalogue of Life.